# Dystrofia Fuchsa
Dystrofia Fuchsa – powoli postępująca choroba rogówki, która zazwyczaj zajmuje oboje oczu i występuje nieznacznie częściej u kobiet. Opisana po raz pierwszy przez Ernsta Fuchsa.